# Testigo confidencial
Testigo confidencial (título original: Secret Witness) es una película estadounidense de drama de 1988, dirigida por Eric Laneuville, escrita por Alfred Sole y Paul Monette, musicalizada por Robert Drasnin, en la fotografía estuvo Matthew F. Leonetti y los protagonistas son Joaquin Phoenix, Kellie Martin y Betty A. Bridges, entre otros. El filme fue realizado por Just Greene Productions y CBS Entertainment Production, se estrenó el 8 de septiembre de 1988.

## Sinopsis
El entretenimiento se torna serio para dos chicos, mientras juegan a ser espías se ven forzados a realizar un trabajo de detectives real.

## Reparto
- David Rasche como Sandy
- Paul Le Mat como Kurt
- Joaquin Phoenix como Drew Blackburn
- Kellie Martin como Jennie Thomas
- Barry Corbin como Sheriff
- Paddi Edwards como Eunice
- Deborah Wakeham como Katie Corey
- Dean Wein como Primer diputado
- Kendall McCarthy como Segundo diputado
- Eric Love como Vagabundo
- T.C. Ryan como Prisionero
- Jeff O'Haco como Detective
- Eric Harrison como Mr. Anderson
- Betty A. Bridges como Sra. Diamond
- David Raynr como Alan Diamond